# Escut antic de la Torre de Cabdella

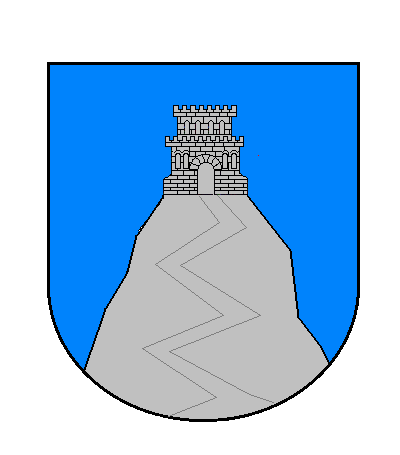
Escut antic de la Torre de Cabdella

Antic escut municipal de la Torre de Cabdella, al Pallars Jussà. Fou substituït el 22 de gener del 1991 pel nou escut, adaptat a la llei vigent a Catalunya sobre els símbols municipals.

## Descripció heràldica
D'atzur, un turó altíssim, cimejat d'una torre, tot d'argent.